# بنو وجيه
بنو وجيه هي أسرة ظهرت في سنة 317 هـ وحكمت في ولاية صحار بعمان تولى زمام الحكم فيها يوسف بن وجيه معترفا بالخليفة العباسي المقتدر بالله في بغداد. حكمت بعض مناطقها، ثم قويت شوكته بنو وجيه لدرجة أن ملوكها تطلعوا إلى السيطرة على البصرة، فقد حاول يوسف بن وجيه احتلال البصرة سنة 341هـ عند طريق البحر لكنه هزم. ويذكر أن نافعا خادم يوسف بن وجيه قتل سيده وملك مكانه، وكان معز الدولة قد سير عسكرا إلى عمان، فلقوا نافع مولى يوسف بن وجيه، ودخل نافع في طاعة معز الدولة، وخطب له، وضرب له اسمه على الدينار والدرهم، فلما عاد العسكر عنه وثب به أهل عمان فأخرجوه عنهم ودخل القرامطة إلى عمان، وكانت هذه الأسرة في أيامها الأخيرة في حروب مع القرامطة والبويهيين، واستمرت هذه الأسرة بالحكم حتى قضى عليهم البويهيون.

## التاريخ
أصول وتاريخ هذه السلالة غامضة. ربما كانوا من أصل عماني أو بحريني، وربما كانوا على صلة بأحمد بن هلال، حاكم عمان السابق نيابة عن الخلافة العباسية. على أي حال، بحلول عام 929 تقريبًا، كانت المناطق الساحلية في عمان تحت سيطرة يوسف بن وجيه، مؤسس السلالة الوجيهية.
وفقًا لعالم الآثار تيموثي باور، يمكن العثور على أصول بنو وجيه في رواية مؤرخ القرن العاشر الطبري. وأفاد المصدر الأخير أنه في عام 893 أو 894 في العصر العباسي، كان هناك خلاف بين الفصائل المحلية حول من يجب أن يحكم عمان. وكان الفصيل الذي تقرب من العباسيين هم بني سامة، الذين كان مقرهم في البريمي أو توام (التي تضم مدينة البريمي العمانية الحديثة ومدينة العين الإماراتية)، قبل أن ينتقلوا إلى صحار. كما أشار بني سامة إلى أنفسهم باسم "السلالة الوجيهية"، وتولوا قيادة المنطقة.
لم يكن الوجيهيون يتمتعون بالسيطرة الكاملة على عُمان. وفي المناطق الجبلية الداخلية من البلاد، عارض الأئمة الإباضيين المتمركزين في نزوى حكم بنو وجيه وكانوا عازمين على الحفاظ على وضعهم المستقل. بالإضافة إلى ذلك، سعى قرامطة الأحساء المجاورون إلى الاستيلاء على صحار، وكانت غارات القرامطة على عمان شائعة خلال هذه الفترة. تمكن بنو وجيه من تحييد هذه التهديدات باستخدام مزيج من القوة والدبلوماسية ضد كل من الإباضيين والقرامطة. وكانت سياسة بنو وجيه في علاقاتهم مع القوى المجاورة انتهازية، واعترفوا بسيادة كل من القرامطة والعباسيين في أوقات مختلفة خلال حكمهم
.
كانت صحار في عهد بنو وجيه مدينة مزدهرة للغاية وكانت، إلى جانب سيراف، أحد الموانئ البحرية الرئيسية في خليج عمان والخليج العربي. وقد أدى تطورها خلال القرن العاشر إلى تحويلها إلى مركز رئيسي للتجارة الدولية وأصبحت المدينة الرئيسية في عمان. تمكن بنو وجيه من السيطرة على تجارة صحار وعملوا بنشاط للحفاظ على الوضع الاقتصادي للمدينة.
كان بنو وجيه معروفين بشكل رئيسي في مصادر العصور الوسطى بهجومهم على البصرة. حدثت الحملة الأولى عام 943، وكان ذلك ردًا على الرسوم الجمركية الباهظة التي فرضها البصريين على الشحن العماني. تحرك جيش بنو وجيه إلى أعلى نهر دجلة واستولى على الأبلة، لكن الحملة باءت بالفشل عندما تمكن حكام البصرة البريديون من تدمير جزء كبير من أسطول بنو وجيه. شهدت الحملة الثانية، عام 951-2، تقدم بنو وجيه وحلفائهم القرامطة مرة أخرى نحو البصرة، التي كانت آنذاك تحت سيطرة الأمير البويهي معز الدولة. وبرز لهم الوزير البويهي أبو محمد الحسن المهلبي للدفاع عن المدينة، وهُزم بنو وجيه مرة أخرى.
وخلف يوسف بن وجيه ابنه محمد، وخلف محمد أخوه عمر. انتهى حكم بنو وجيه فجأة في حوالي عام 962 عندما قُتل عمر على يد نافع، مولى بنو وجيه. ثم حاول نافع أن يحكم مكان عمر، وعلى مدى السنوات العديدة التالية دخلت عمان فترة من الفوضى، والتي انتهت بوصول البويهيين وإنشاء ولاية بويهية في عمان.

## حكام الدولة
- يوسف بن وجيه.
- نافع (مولى يوسف بن وجيه)
- محمد بن يوسف.
- عمر بن يوسف.